# Dollart
Dollart, hollandsk Dollard (af det frisiske dullert, dyb), er en 13 km lang, 6-12 km bred havbugt i  Nordsøen, ved grænsen mellem Tyskland og Holland.
Floden  Ems og Westwolder Aa løber ud i bugten. Den menes dannet ved stormflod i 1200-tallet, hvor 50 landsbyer blev ødelagt af vandmasserne. Man har ved senere indæmninger, genvundet noget af det tabte land, hvilket samtidig har formindsket  Dollarts størrelse.
- Mistede områder
- Kort 1595
- Genindvundne områder